# Crayon (песня)
«Crayon» (корейский: 크레용; Keureyong) — песня, записанная южнокорейским певцом и рэпером G-Dragon и ставшая третьим синглом из его первого мини-альбома One of a Kind (2012). Он был написан и спродюсирован G-Dragon и Тедди Паком.

## Композиция
«Crayon» — это смесь хип-хопа и электронной музыки. Название представляет собой неологизм составного слова «Crazy On». Трек был отмечен как демонстрация экспериментального ума композиторов.
Третий заглавный трек мини-альбома One Of A Kind, Crayon, является первой корейской мейнстримной музыкой, в которой представлен жанр трэп.

## Критика
Spin назвал «Crayon» лучшим синглом K-pop 2012 года, а Дэвид Беван прокомментировал, что трек «казался слишком большим для этого случая, слишком дерзким, чтобы исходить от лидера бойз-бэнда». Корбан Гобл из Pitchfork назвал «Crayon» «великолепным», и что написанная песня представляет собой «логическое столкновение флуоресцентного, бьющей по тревоге EDM, пения томагавка и характерного, резкого рэпа G-Dragon; каждый элемент пульсировал электричество.»
Дэвид Джеффрис из Allmusic назвал трек «кинетическим», посчитав его «лучшим произведением, которое каким-то образом сбежало из дома Mad Decent, пока Дипло спал». Джон Караманика из The New York Times написал, что «Crayon» — это «тяжелый пневматический ударник с южной рэп-основой», и добавил, что песня устанавливает «невероятно высокую планку». Ник Катуччи из Rolling Stone поставил синглу три звезды из пяти.
Джефф Бенджамин из Fuse назвал «Crayon» «одним из фирменных треков G-Dragon», написав, что «безумный танцевальный дуэт» сингла гарантированно «сведет с ума» публику на живых выступлениях. Э. Алекс Юнг из Vulture.com считает, что этот трек был «лучшим примером его хамелеонической силы», поскольку он «продемонстрировал его способность усваивать поп-культуру и моду в глобальном масштабе и преобразовывать их в собственную эстетику».

## Коммерческий приём
Выпущенный в последний день недели треков, «Crayon» дебютировал под номером 13 в цифровом чарте Gaon. На следующей неделе сингл поднялся на 3-е место в чарте после другой песни G-Dragon «Missing You». На той же неделе «Crayon» была третьей самой продаваемой песней и второй по популярности, с 363 647 дистрибуциями и 2 251 773 аудиопрослушиваниями. Сингл оставался в топ-3 ещё две недели. В ежемесячном чарте Gaon Digital «Crayon» два месяца подряд занимал восьмую строчку. Сингл завершил 2012 год с 1 746 682 проданными загрузками и более 20 миллионами прослушиваний.

## Клип
В видеоклипе на «Crayon» G-Dragon перевоплощается в нескольких персонажей: психолога и его пациента, Пиноккио, рейвера, диджея, красотку, игрока в американский футбол и других. У него несколько причесок разных оттенков, таких как розовый, оранжевый, неоново-желтый и разноцветные волосы «сахарной ваты».
Джон Караманика из The New York Times охарактеризовал видео как «культурное достояние — веселое, головокружительное и полное ярких цветовых взрывов». Star2.com назвал видео «калейдоскопическим» с «потрясающими» чертами лица и «невероятными нарядами». Э. Алекс Юнг из Vulture.com считает, что музыкальное видео было «полным шуток», с «намеками на растущую индустрию быстрой моды в Корее», в начале с «ярко-розового халата Чудо-женщины, перешедшего к курткам в голографическом золоте» до «осенней коллекции Тома Брауна 2012 года с её смехотворными пропорциями». Юнг также отметил, что упоминания в музыкальном видео Джокера из фильма «Темный рыцарь» и G-Dragon, появляющегося «в одежде», задают зрителю вопрос: «Почему мы относимся ко всему этому так серьёзно?». Fuse выбрал «Crayon» как один из музыкальных клипов рэпера, которые «обязательно нужно посмотреть».
По состоянию на декабрь 2022 видео имеет 77 миллионов просмотров на YouTube.

## Живые выступления
G-Dragon исполнил «Crayon» вместе с другими треками из своего мини-альбома в ток-шоу You Hee-yeol’s Sketchbook. Его появление на шоу привело к увеличению спроса на билеты для зрителей на 75 %. Затем рэпер исполнил сингл на музыкальной программе Inkigayo, получив положительные отзывы. The Korea Herald назвала эти выступления «радостным приключением» для публики. Участники группы G-Dragon, Big Bang, исполнили ремейк песни на церемонии Mnet Asian Music Awards 2012. T.O.P написал новый рэп для первого куплета, Тэсон спел первый припев, Тхэян зачитал второй куплет, а Сынни присоединился ко второму припеву. Во время своего первого мирового турне G-Dragon исполнил гибридную версию ремикса «Crayon» с синглом «Fantastic Baby» Big Bang.

## Награды
| Год  | Организация                    | Награда                     | Итог      | Прим.  |
| ---- | ------------------------------ | --------------------------- | --------- | ------ |
| 2012 | Melon Music Awards             | Цифровой бонсан             | Номинация |        |
| 2012 | Mnet Asian Music Awards        | Лучший мужской артист       | Победа    | [ 17 ] |
| 2012 | Singapore Entertainment Awards | Самый популярный клип K-Pop | Номинация | [ 18 ] |

| Программа          | Дата             |
| ------------------ | ---------------- |
| M Countdown (Mnet) | 27 сентября 2012 |
| M Countdown (Mnet) | 4 октября 2012   |
| M Countdown (Mnet) | 11 октября 2012  |

## Чарты
| Чарт                                  | Высшая позиция |
| ------------------------------------- | -------------- |
| Республика Корея (Gaon Digital Chart) | 3              |
| США Billboard K-Pop Hot 100           | 4              |
| США Billboard World Digital Chart     | 5              |

## Продажи
| Страна                      | Продажи   |
| --------------------------- | --------- |
| Республика Корея (цифровые) | 1,954,834 |